# West Barsham
West Barsham är en ort i Storbritannien.   Den ligger i grevskapet Norfolk och riksdelen England, i den sydöstra delen av landet, 160 km norr om huvudstaden London. West Barsham ligger 40 meter över havet och antalet invånare är 224. West Barsham var en civil parish fram till 1935 när blev den en del av Barsham. Civil parish hade 89 invånare år 1931.
Terrängen runt West Barsham är platt. Runt West Barsham är det ganska tätbefolkat, med 104 invånare per kvadratkilometer. Närmaste större samhälle är Fakenham, 4,5 km söder om West Barsham. Trakten runt West Barsham består till största delen av jordbruksmark.